# Залив Сувла
Залив Су́вла (тур. Suvla Koyu) — залив Эгейского моря, омывающий побережье Галлипольского полуострова на европейском побережье Турции. Залив находится к югу от залива Сарос.
6 августа 1915 года в заливе была осуществлена высадка британского десанта, завершившаяся для войск Антанты тяжёлым поражением. В связи с этим Сувла упоминается как место бессмысленной смерти солдат в британских и ирландских песнях «Foggy Dew», «And the Band Played Waltzing Matilda», «The Connaught Rangers», «Recruiting Sergeant».